# لغات كوشية جنوبية
اللغات الكوشية الجنوبية أو المتصدعة في تنزانيا هي فرع من اللغات الكوشية الأكثر عددا هو الإراكوية، مع نصف مليون متحدث. يُعتقد أن هذه اللغات تحدث بها في الأصل الرعاة الزراعيين الكوشيين الجنوبيين من إثيوبيا، الذين بدأوا بالهجرة في الألفية الثالثة قبل الميلاد جنوباً إلى الوادي المتصدع الكبير.

## الموطن الأصلي
كان الموطن الأصلي للغات الكوشية الجنوبية البدائية في الجنوب الغربي لإثيوبيا. ثم هاجر متحدثو الكوشية الجنوبية جنوبًا إلى بحيرة توركانا وإلى الجنوب أكثر، ودخلوا تنزانيا في عام 2000 قبل الميلاد.

## تصنيف
سميت اللغات المتصدعة على اسم الوادي المتصدع الكبير في تنزانيا، حيث عُثر عليها.
اقترح هيتزرون (1980: 70ff) أن اللغات المتصدعة (الكوشية الجنوبية) هي جزء من كوشية الأراضي المنخفضة الشرقية. اقترح كيسلينج وموس (Kießling & Mous) (2003) بشكل أكثر تحديدًا أن تُربط بفرع الأراضي المنخفضة الجنوبية، جنبًا إلى جنب مع الأوروموية، الصومالية، والياكوية. من الممكن أن يكون الاختلاف المعجمي الكبير للشق من الكوشية الشرقية ناتجًا عن إعادة تكوين الصدع جزئيًا من خلال الاتصال باللغات الخويسانية، كما يتضح من التكرار المرتفع غير المعتاد ‎/tsʼ/‏ و‎/tɬʼ/‏ ، والتي تفوق عدد الحروف الساكنة الرئوية مثل ‎/p, f, w, ɬ, x/‏. يقترح كيسلينج وموس أن هذه النتائج قد تكون بقايا نقرات من لغة المصدر.
العديد من اللغات الكوشية الجنوبية المنقرضة الإضافية تستنتج من تأثيرها على لغات البانتو التي حلت محلها. يبدو أن زوجًا من هؤلاء ، تايتا الكوشية ‏ ، كانا أكثر تباينًا من اللغات المتصدعة الموجودة ، بالتنسيق مع اللغات المتصدعة البدائية داخل مجموعة أكبر نورس (1988) تسمي "الصدع الأكبر".

## روابط خارجية
- هل كانت هناك لغة كوشية جنوبية (ما قبل) ما؟